# Sheldon Whitehouse
Sheldon Whitehouse (Manhattan, 1955. október 20. –) az Amerikai Egyesült Államok szenátora (Rhode Island, 2007 – ).
A Demokrata Párt tagja.